# Festival v Cannes
Festival v Cannes (originální anglický název Festival in Cannes) je americká filmová komedie režiséra Henryho Jagloma z roku 2001 s tématem dění na Filmovém festivalu v Cannes.

## Obsazení
| Anouk Aimée       | Millie Marquandová |
| Greta Scacchi     | Alice Palmerová    |
| Maximilian Schell | Viktor Kovner      |
| Ron Silver        | Rick Yorkin        |